# Head-up display
Et head-up-display eller heads-up-display, også kendt som en HUD eller Head-up Guidance System (HGS), er enhver gennemsigtig skærm, der præsenterer data uden at kræve, at brugerne kigger væk fra deres sædvanlige synspunkter. Navnets oprindelse stammer fra, at en pilot er i stand til at se information med hovedet placeret "op" og kigge fremad, i stedet for vinklet ned og se på lavere instrumenter. En HUD har også den fordel, at pilotens øjne ikke behøver at omfokusere for at se det ydre efter at have set på de optisk nærmere instrumenter.